# 7 novembre 1928
Le mercredi 7 novembre 1928 est le 312e jour de l'année 1928.

## Naissances
- Herbert Flam (mort le 25 novembre 1980), joueur de tennis américain
- Richard G. Scott (mort le 22 septembre 2015), ingénieur nucléaire américain
- Ted Gunderson (mort le 31 juillet 2011), agent du FBI

## Décès
- Árpád Tóth (né le 14 avril 1886), poète et traducteur hongrois
- Suzanne Le Bret (née le 28 février 1889), actrice française du cinéma muet
- Mattia Battistini (né le 27 février 1856), baryton d'opéra italien
- Jules Nadi (né le 19 mai 1872), homme politique français

## Autres événements
- Adoption officielle des Armoiries du Territoire de la capitale australienne